# Arikán
Az Arikán női név, Attila hun király feleségének neve, egyes kutatók a Réka névvel rokonítják, és mindkét nevet germán eredetűnek tartják. Ebben az esetben a jelentése (csakúgy, mint a Réka esetében) víz, patak, de ha ótörök eredetű, akkor a jelentése tiszta úrnő.

## Rokon nevek
Annaréka, Arika, Aranka, Réka

## Gyakorisága
Az újszülötteknek adott nevek körében az 1990-es években szórványosan fordult elő. A 2000-es és a 2010-es években sem szerepelt a 100 leggyakrabban adott női név között.
A teljes népességre vonatkozóan az Arikán sem a 2000-es, sem a 2010-es években nem szerepelt a 100 leggyakrabban viselt női név között.

## Névnapok
augusztus 17.,

## Híres Arikánok
Attila hun király felesége